# Dance Hall at Louse Point
Dance Hall at Louse Point är ett musikalbum med John Parish och PJ Harvey som släpptes den 24 september 1996 på Island Records.

## Låtlista
1. Girl
2. Rope Bridge Crossing
3. City of No Sun
4. That Was My Veil
5. Urn With Dead Flowers in a Drained Pool
6. Civil War Correspondent
7. Taut
8. Un Cercle Autour du Soleil
9. Heela
10. Is That All There Is?
11. Dance Hall at Louse Point
12. Lost Fun Zone